# Lucky Jo
Pour plus de détails, voir Fiche technique et Distribution.
Lucky Jo est un film français réalisé par Michel Deville et sorti en 1964.

## Synopsis
Christopher Joett, sympathique mauvais garçon au grand cœur, porte la poisse à son entourage, ce qui lui a valu le surnom de « Lucky Jo » (Jo le chanceux). À sa sortie de prison, personne ne veut plus « monter de coups » avec lui. Seul, son ami Simon accepte de le recevoir. Ce dernier, reconverti en garagiste à Bougival, prête une Peugeot 404 à Jo pour qu'il aille revoir Mimi, son ancienne petite amie chanteuse dans un "beuglant" de Pigalle. Pendant que Jo fête ses retrouvailles avec sa belle, la malchance frappe de nouveau : des gangsters volent la 404 pour commettre un braquage et la police a tôt fait de retrouver le propriétaire du véhicule, le garagiste Simon.

## Fiche technique
- Titre original : Lucky Jo
- Réalisation : Michel Deville, assisté de José Varela
- Scénario : Nina Companeez et Michel Deville, d'après le roman Main pleine de Pierre-Vial Lesou (collection Série noire des Éditions Gallimard)
- Dialogue : Nina Companeez
- Décors : Gilbert Margerie
- Coiffures : Jacques Dessange pour Françoise Arnoul et Christiane Minazzoli
- Photographie : Claude Lecomte
- Son : Raymond Gauguier
- Montage : Nina Companeez
- Musique : Georges Delerue
- Chanson : J'aime mon Totor, paroles de Nina Companeez et musique de Georges Delerue, interprétée par Françoise Arnoul
- Bagarres : Claude Carliez
- Production : Jacques Roitfeld
- Sociétés de production : Belmont Films (France), Éléfilm (France), Les Productions Jacques Roitfeld (France)
- Sociétés de distribution : CFDC (France), Les Productions Jacques Roitfeld (France)
- Pays d'origine :  France
- Langue de tournage : français
- Tournage extérieur : Paris, Bougival
- Format : 35 mm — noir et blanc — 1.66:1 — monophonique
- Genre : comédie policière
- Durée : 87 minutes
- Date de sortie : 
  - France : 11 novembre 1964
- (fr) Classifications CNC : tous publics, Art et Essai (visa d'exploitation no 29444 délivré le 10 novembre 1964)
- Affiche : Jean Mascii (France)

## Distribution[1]
- Eddie Constantine : Christopher Joett dit « Lucky Jo »
- Pierre Brasseur : le commissaire Loudéac
- Françoise Arnoul : Mimi Perrin
- Georges Wilson : Simon
- Christiane Minazzoli : Adeline
- Claude Brasseur : Loudéac fils dit "junior"
- Jean-Pierre Darras : Napo
- André Cellier : Gabriel
- Christian Barbier : le commissaire Odile
- Anouk Ferjac : la femme importunée dans le bar
- Marcelle Ranson-Hervé : la réceptionniste de l’hôtel Wagram
- Jean-Paul Cisife : Paul Garnier
- Jean-Pierre Rambal : le commissaire Guillaumet
- Roger Lumont : un chauffeur de la police (non crédité)
- Pierre Asso : Raton
- Pierre Le Rumeur : Le clôture
- Jacques Échantillon : Thierry
- Willy Braque
- Jean-Pierre Moutier : le barman de Napo
- Bernard Mongourdin
- Marcel Gassouk : Toto, l’aveugle (non crédité)
- Pascal Aubier (non crédité)
- Paul Pavel : un gendarme à vélo (non crédité)
- Guy Delorme : un gardien de police lors de la bagarre dans le fourgon (non crédité)
- Antoine Baud : un gardien de police lors de la bagarre dans le fourgon (non crédité)
- Lionel Vitrant : le 1er loubard qui provoque Jo (non crédité)
- André Cagnard : le 2ème loubard qui provoque Jo / un inspecteur de police (non crédité)
- Henri Guégan : un bagarreur dans le bar boulevard de la Madeleine (non crédité)
- Yvan Chiffre : un bagarreur dans le bar boulevard de la Madeleine (non crédité)
- Gérard Moisan : un bagarreur dans le bar boulevard de la Madeleine (non crédité)
- Guy Fox : un bagarreur dans le bar boulevard de la Madeleine (non crédité)
- Raoul Billerey : un inspecteur de police (non crédité)
- Eric Vasberg : un inspecteur de police (non crédité)
- Jean-Pierre Janic : un inspecteur de police en planque (non crédité)
- Claude Confortès : l’inspecteur de police qui amène la photo de Joett (non crédité)
- Jackie Blanchot : un inspecteur de police (non crédité)
- Edith Ker la fleuriste (non créditée)
- La chienne cocker Sécotine

## Accueil
Michel Deville fut, cette année-là, millionnaire en entrées : 1 101 846 spectateurs avec la 34e place du box office en France (JP's Box Office-09.2021)[source insuffisante].

## Vidéographie
- 2008 : Coffret volume 1 Michel Deville (films de 1960 à 1964, Ce soir ou jamais, Adorable Menteuse, À cause, à cause d'une femme, L'Appartement des filles, Lucky Jo), 5 DVD remastérisés, Éléfilm Distribution, France.

### Revue de presse
- Alain Taleu, « Lucky Jo », Téléciné, no 120, Fédération des Loisirs et Culture Cinématographique (FLECC), Paris, mars 1965,  (ISSN 0049-3287).